# Relations entre le Bénin et le Niger
Les relations entre le Bénin et le Niger sont des relations diplomatiques bilatérales entre le Bénin et le Niger. La longueur de la frontière nationale entre les deux pays est de 277 km.

## Historique
Dans les années 1880, il y avait une concurrence intense entre les puissances européennes pour les territoires en Afrique. Ces événements culminèrent avec la Conférence de Berlin de 1884, au cours de laquelle les pays européens intéressés se mirent d'accord sur leurs revendications territoriales et leurs règles d'engagement. En conséquence, la France a pris le contrôle de la haute vallée du fleuve Niger (à peu près équivalente aux territoires actuels du Mali et du Niger). Depuis 1893, la France a commencé à annexer le territoire du Bénin moderne, l'appelant plus tard Dahomey ,. En 1900, la zone couvrant l'actuel Niger a été conquise par les Français. Les deux territoires ont été incorporés à l'Afrique occidentale française. Les fleuves Niger et Mekru sont devenus la frontière entre le Niger et le Dahomey dans le Statut français du 27 octobre 1938 ,.
À mesure que le mouvement de décolonisation se développait après la Seconde Guerre mondiale, la France accorda progressivement davantage de droits politiques et de pouvoir à ses colonies africaines, conduisant à la formation d'une large autonomie interne pour chaque colonie en 1958 au sein de la Communauté française. En août 1960, le Niger et la République du Dahomey (rebaptisée Bénin en 1975) obtinrent leur totale indépendance et leur frontière commune devint la frontière internationale entre deux États souverains.
Depuis l'indépendance, il y a eu un certain nombre de différends sur la propriété exacte des 24 îles au large, notamment l'île de Löthe, dont aucune n'était soumise à l'accord de frontière de l'époque coloniale. Les deux États ont porté l'affaire devant la Cour internationale de Justice en 2001, qui a statué sur la question en 2005, attribuant 16 îles au Niger et 9 au Bénin,,.
En septembre 2023, Le Niger dénonce un accord de coopération militaire conclu en 2022 avec le Bénin pour non respect des accords de coopération militaire par le Bénin.

## Commerce
En 2020, les exportations de marchandises du Bénin vers le Niger se sont élevées à 38,97 millions de dollars EU : sel, soufre, terre, pierre, gypse, chaux, ciment, sucre, confiserie, produits sidérurgiques, produits sidérurgiques, aliments pour animaux, boissons, spiritueux, vinaigre, engrais, produits de meunerie, malt, amidons.
En 2020, les exportations de marchandises du Niger vers le Bénin se sont élevées à 3,41 millions de dollars américains : matières plastiques, machines, chaudières, légumes, racines et tubercules, véhicules, combustibles minéraux, huiles, produits alimentaires divers, équipements électriques, céréales, farines, amidons, produits laitiers, café, thé, maté et épices.

## Missions diplomatiques
- Le Bénin a une ambassade à Niamey[12].
- Le Niger dispose d'une ambassade à Cotonou[13].